# Remo Giazotto
Remo Giazotto (Rome, 4 september 1910 - Pisa, 26 augustus 1998) was een Italiaans componist, musicoloog en muziekcriticus, die echter vooral bekend werd door het door hem gepubliceerde Adagio van Albinoni.

## Biografie
Giazotto studeerde muziekwetenschappen en was daarna, vanaf 1932, werkzaam als muziekcriticus. Na de Tweede Wereldoorlog werd hij uitgever van de Rivista musicale italiana (1945-1949). Daarnaast was hij werkzaam bij de Italiaanse omroep als hoofd van de kamermuziekprogramma's en kwam zijn wetenschappelijke loopbaan op gang. In 1957 werd hij hoogleraar muziekgeschiedenis aan de universiteit van Florence. Hij bleef hier tot 1969. In 1967 werd hij mede-uitgever van de Nuova rivista musicale italiana. 
In deze periode schreef hij een aantal biografieën van componisten, waaronder Viotti, Vivaldi en Albinoni.

## Adagio van Albinoni
De naam van Giazotto is buiten Italië vooral bekend geworden door een falsificatie. In de jaren vijftig publiceerde hij een Adagio in g kl.t. voor orgel en strijkers, dat door hem werd toegeschreven aan Tomaso Albinoni. Hij zou het stuk als fragment hebben gevonden in de, bij het bombardement op Dresden (1945), grotendeels verbrande papieren van de Saksische Staatsbibliotheek. Het zou deel hebben uitgemaakt van een sonate. Giazotto beweerde het stuk te hebben voltooid en geïnstrumenteerd.
Al snel ontstonden twijfels over de authenticiteit van het stuk. Dat kon de populariteit ervan niet verhinderen. Het werd het "bekendste stuk dat Albinoni nooit had geschreven" en in talrijke arrangementen opgenomen.
Nog voor zijn dood op bijna 88-jarige leeftijd bekende Giazotto zelf de componist te zijn. Eerder al was uit een brief van de Saksische Staatsbibliotheek duidelijk geworden dat Giazotto's verhaal over de vondst aan zijn eigen fantasie was ontsproten. De neobarokke compositie stond bekend onder de naam: Adagio van Albinoni, maar tegenwoordig onder de naam Adagio in g klein, en ook wel met als volledige naam: Adagio in Sol minore per archi e organo su due spunti tematici e su un basso numerato di Tomaso Albinoni (Mi 26).

## Publicaties (in chronologische volgorde)
- Il melodramma a Genova nei secoli XVII e XVIII (Genua, 1941)
- Tomaso Albinoni, 'musico violino dilettante veneto' (1671-1750) (Milaan, 1945)
- Busoni: la vita nell opera (Milaan, 1947)
- La musica a Genova nella vita pubblica e privata dal XIII al XVIII secolo (Genua, 1952)
- Poesia melodrammatica e pensiero critico nel Settecento (Milaan, 1952)
- 'Il Patricio di Hercole Bottrigari dimostrato practicamente da un anonimo cinquecentesco', CHM, i (1953), 97-112
- Harmonici concenti in aere veneto (Rome, 1955)
- La musica italiana a Londra negli anni di Purcell (Rome, 1955)
- Annali Mozartiani (Milaan, 1956)
- Giovanni Battista Viotti (Milan, 1956)
- Musurgia nova (Mila, 1959)
- Vita di Alessandro Stradella (Milaan, 1962)
- Vivaldi (Milaan, 1965)
- La guerra dei palchi, NRMI, i (1967), 245-86, 465-508; iii (1969), 906-33; v (1971), 1304-52
- 'Nel CCC anno della morte di Antonio Cesti: ventidue lettere ritrovate nell' Archivio di Stato di Venezia', NRMI, iii (1969), 496-512

- Bibsys: 90614255
- Biblioteca Nacional de España: XX1500839
- Bibliothèque nationale de France: cb13894433v (data)
- Catàleg d'autoritats de noms i títols de Catalunya: 981058521434506706
- CiNii: DA04631284
- Gemeinsame Normdatei: 103894357
- International Standard Name Identifier: 0000 0001 0901 1556
- Library of Congress Control Number: n82116341
- Nationale Bibliotheek van Letland: 000311007
- MusicBrainz: d6f85c05-93a6-4c1a-bcd9-84d712bf0cff
- Bibliotheek van het Japanse parlement: 00467111
- Nationale Bibliotheek van Tsjechië: xx0090338
- Nationale Bibliotheek van Israël: 987007271714305171
- Nederlandse Thesaurus van Auteursnamen: 073838683
- Réseau des bibliothèques de Suisse occidentale: 02-A003294408
- Istituto Centrale per il Catalogo Unico: RT1V022074
- Système universitaire de documentation: 030261090
- Trove: 1086896
- Virtual International Authority File: 51875288
- WorldCat: E39PBJdM96qmVbDF4jmrHyXfMP